# Violetto di m-cresolo
Il violetto di m-cresolo è un indicatore di pH. A temperatura ambiente si presenta come un solido verdastro dall'odore caratteristico.
Per bromurazione viene convertito nel verde di bromocresolo, un altro indicatore.